# 유엽 (1902년)
유엽(柳葉, 1902년 5월 20일 / 10월 13일 ~ 1975년)은 대한민국의 작가, 승려이다. 본명은 유춘섭(柳春燮), 승려로서의 법명은 화봉(華峯)이다.
전주에서 태어나 1917년 신흥학교를 졸업했다. 와세다 대학 부속 고등학원을 다니다가 1923년 관동 대지진 이후 귀국했다. 1923년 잡지 《동명》에 시 〈춘원행〉을 발표했다. 같은 해 창간된 동인지 《금성》에 참가했다.
1927년 지리산으로 출가했다. 1931년 시집 《임께서 나를 부르시니》를 자가출판했다. 1939년에는 장편소설 《꿈은 아니언만》이 출간되었다.
1945년 한국민주당 발기인으로 참여했다. 1954년 국회의원 선거에 무소속으로 출마했지만 낙선했다.
이후 경기도 고양군 신도면 쌍수암의 주지를 지냈다.

## 역대 선거 결과
| 실시년도 | 선거  | 대수 | 직책        | 선거구             | 정당   | 득표수  | 득표율         | 순위 | 당락 | 비고 |
| -------- | ----- | ---- | ----------- | ------------------ | ------ | ------- | -------------- | ---- | ---- | ---- |
| 1954년   | 총선  | 3대  | 민의원 의원 | 전라북도 제1선거구 | 무소속 | 1,844표 | \| \| 4.68% \| | 4위  | 낙선 |      |
|          | 4.68% |      |             |                    |        |         |                |      |      |      |